# カーターPAV
PAV
カーターPAV（2014年）
- 用途：複合オートジャイロ
- 製造者：カーター・アビエーション・テクノロジーズ（英語版）
- 初飛行：2011年1月5日
- 生産数：2
- 運用状況：テスト中

カーターPAV（英語: Carter_PAV （Personal Air Vehicle））は、減速ローター技術を実証するためにカーター・アビエーション・テクノロジーズによって開発された2枚翼の複合オートジャイロのパーソナルエアビークルである。胴体上部に無動力のローター、その下に従来の固定翼航空機のような翼が取り付けられ、胴体後部に可変ピッチプッシャー式プロペラが搭載された構造になっている。ローター先端に重いウエイト(それぞれ34 kg)を配置し、回転エネルギーを高めてバタつきを抑える。
2005年、カーターコプターがパイロットのミスによるギアアップ着陸で破損した際、修理費用は初号機の教訓を取り入れた上で新たに機体を作る費用よりも高いと判断された。2005年、PAVの設計が開始された。途中でいくつかの変更と開発上の問題が発生し、ツインブームは不要と判断されたためシングルブームを製作し、ローターブレードとハブの欠陥がテスト中に明らかになり修正された。
2009年11月16日、AAIコーポレーション(テキストロン事業部)は、すべての無人航空機システムに関して40年間の独占的ライセンス契約を締結し、そのうちの1つは、無人のカマン K-MAXと同様の3,000ポンド(1,400 kg)の貨物を運搬することを目的としてたが、K-MAXが150海里 (280km) 以上で発揮するのに対し、将来的には1,300海里 (2,400km) の範囲で行う予定である 。この合意により、カーターコプターズは、今後40年間の無人航空機を開発する独占的権利と引き換えに、技術を成熟させることを約束した。AAI協定の最初の製品は、カーターパーソナルエアビークルに基づく自律減速ローター/コンパウンド(SR/C)航空機であった。
AAIコーポレーションの「Critical Design Review (CDR)」は、プロトタイプがすでに構築されていた2010年1月頃に実施されていた。通常、CDRは機体が製造される前に行われる。
2014年、カーターはAAIからライセンスを買い戻し、米国外の生産パートナーを探していると述べ、3〜5年後の生産を希望している。